# برج شاطر
برج شاطر (گنبد شاطر) مربوط به اواسط دوره ایلخانی است و در شهرستان اردبیل، روستای صومعه واقع شده و این اثر در تاریخ ۷ مهر ۱۳۸۱ با شمارهٔ ثبت ۶۱۸۹ به‌عنوان یکی از آثار ملی ایران به ثبت رسیده است.